# Polysoma aenicta
Polysoma aenicta är en fjärilsart som beskrevs av Lajos Vári 1961. Polysoma aenicta ingår i släktet Polysoma och familjen styltmalar.
Artens utbredningsområde är Zimbabwe. Inga underarter finns listade i Catalogue of Life.